# 南萊恩維爾 (密蘇里州)
南萊恩維爾（英語：South Lineville）是位於美國密蘇里州默瑟縣的村。此地與愛荷華州的萊恩維爾組成雙城。

## 人口
根據2020年美國人口普查的數據，南萊恩維爾的面積為0.14平方千米，皆為陸地。當地共有人口13人，而人口密度為每平方千米93人。